# حارة معين الغربية (صنعاء)

تعديل مصدري - تعديل

حارة معين الغربية هي إحدى حارات حي معين بمديرية معين إحد مديريات العاصمة اليمنية صنعاء، بلغ تعداد سكانها 5619 نسمة حسب تعداد اليمن لعام 2004.